# Surf music
Sous-genres
Surf rock, surf pop, surf ballade
Genres dérivés
Garage rock, protopunk, heavy metal, punk rock, pop punk, garage punk,, skate punk, rautalanka (en), musique string
La surf music est un genre de musique populaire associé à la culture du surf, en particulier celle du comté d'Orange, en Californie, et d'autres lieux situés au Sud de la Californie. Le genre est spécifiquement popularisé entre 1961 et 1966, ravivé, et a inspiré le rock. Il contient deux formes majeures : le surf rock, largement instrumental caractérisé par une guitare électrique ou un saxophone jouant la mélodie principale, lancé par Dick Dale et les Del-Tones, et la surf pop vocale, caractérisée par des ballades surf et des éléments de dance, souvent accompagnée d'harmonies entraînantes associées aux Beach Boys.
Les groupes de surf music notables sont cités pour leurs musiques surf pop et surf instrumentale ; de ce fait, la surf music est généralement considérée comme un genre à part entière malgré la variété de ses styles. Dans les derniers stades de la surf music, de nombreux groupes quittent le thème lyrique du surf pour se centrer sur celui des voitures et des filles ; cette variété est renommée hot rod rock. La surf music est souvent appelée surf rock, bien que le genre soit musicalement varié.

## Histoire

### Origines
La surf music est lancée dans les années 1960 en tant que musique dance instrumentale, presque toujours en signature 4/4, et à un tempo élevé. Le son est dominé par la guitare électrique, caractérisée par une réverbération, très présente. Les modèles de guitare habituellement utilisés sont les Fender (en particulier guitares Mustang, Jazzmaster, Jaguar et Stratocaster), Mosrite, Teisco, ou Danelectro. La surf music est l'un des premiers genres à adopter universellement la basse électrique, en particulier la Fender Precision Bass. La batterie est certifiée Rogers, Ludwig, Gretsch ou Slingerland.

### Succès

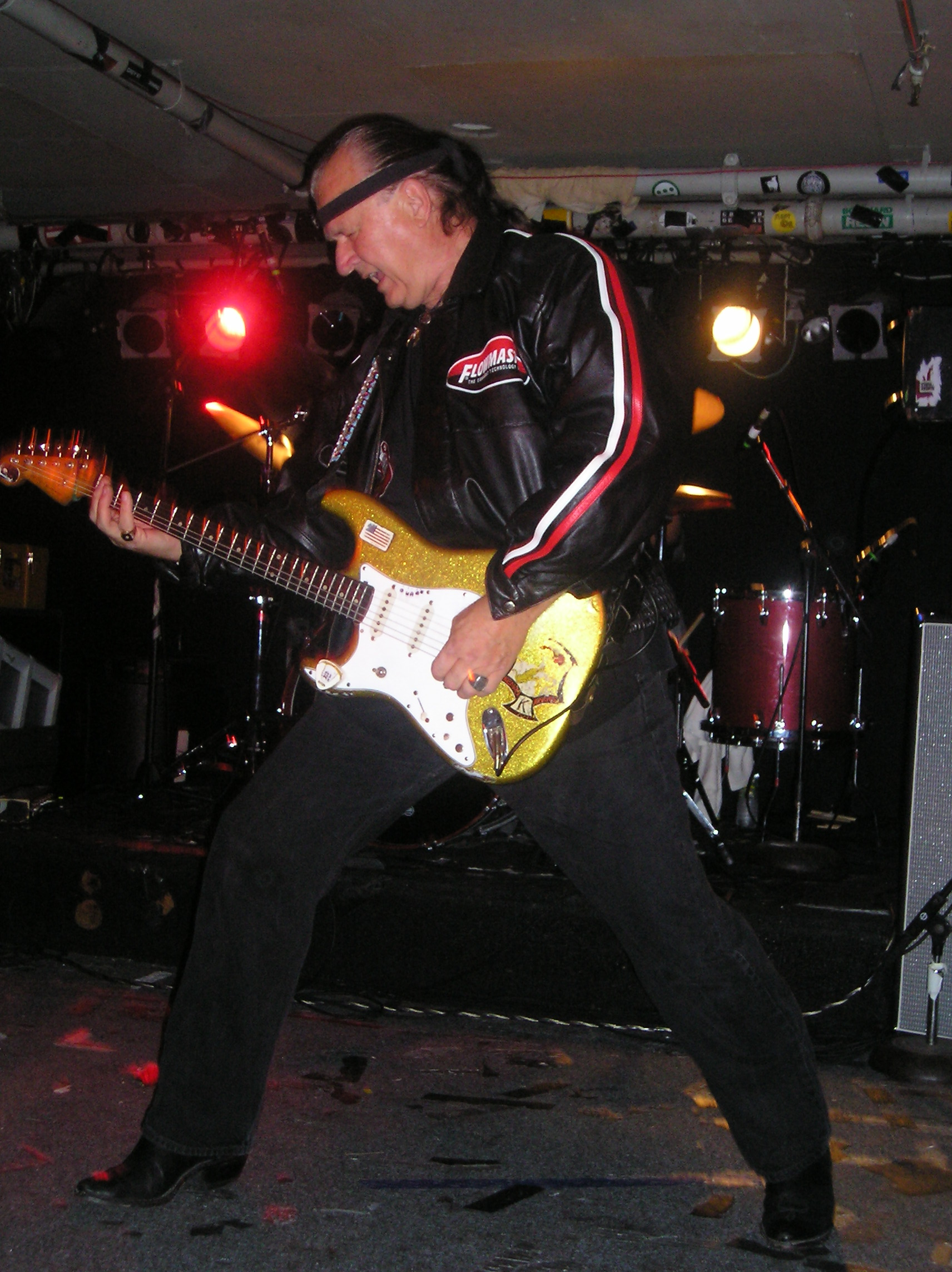
Dick Dale au Middle East de Cambridge (Massachusetts), mai 2005.

Au début des années 1960, le rock 'n' roll instrumental est lancé avec succès par des musiciens et groupes comme Link Wray, The Ventures et Duane Eddy. Cette variété est développée par Dick Dale, qui y ajoute des éléments de musique mexicaine entre autres, la réverbération distincte (qui donne à la guitare un son « humide »). Ses performances au Rendezvous Ballroom de Balboa (Californie) pendant l'été 1961, et son hit régional Let's Go Trippin' à la fin de l'année, lancent la popularisation de la surf music, qui suivra de hits comme Misirlou (1962).
Comme Dale et ses Del-Tones, la majeure partie des premiers groupes surf se forment en Californie du Sud, en particulier dans le comté d'Orange là où la culture du surf est la plus forte, et au Rendezvous Ballroom de Balboa,. Des groupes comme The Bel-Airs (dont le hit Mr. Moto, inspiré par les premières performances de Dale) et paru peu avant Let's Go Trippin'), The Challengers (et leur album Surfbeat) et Eddie and the Showmen suivent Dale dans son succès régional.
Le duo Jan and Dean, qui se produira souvent en première partie des Beach Boys est aussi un des groupes-phare de la surf music avec leur succès Surf City (version idéalisée de la plage de Huntington Beach), même s'ils ont pratiqué d'autres genres musicaux entre 1959 et 1962. Fin 1961, les Beach Boys se classent dans les charts avec la chanson Surfin' qui atteint la 75e place du Hot 100. En 1962, le groupe fait paraître Surfin' Safari. qui atteint la 14e place des classements. Ce single est suivi des tubes Surfin' U.S.A. (no 2) et Surfer Girl en 1963.

### Déclin
La popularité de la surf music, en plus de la carrière de nombreux groupes, décline avec l'apparition de la British Invasion vers 1964. Les genres garage rock, le folk rock, et le blues rock et le rock psychédélique contribuent au déclin du surf rock. Seuls les Beach Boys réussissent à maintenir leur popularité après avoir essayé de se débarrasser de leur image surf en 1964. De ce fait, ils deviennent le seul groupe rock ou pop à rivaliser avec les Beatles, et ils n'enregistreront aucune chanson hot rod ou surf avant Do It Again en 1968.
Le surf rock connait un regain d'intérêt vers la fin des années 1970, ayant une influence notable sur des groupes de punk rock ou de psychobilly, comme The Cramps, qui reprennent Surfin' Bird des Trashmen sur leur premier single en 1977.
En 1994, Quentin Tarantino  apporte un nouveau coup de projecteur sur la surf music en intégrant dans son film Pulp Fiction les chansons Misirlou de Dick Dale, Bustin' Surfboards des Tornadoes, Bullwinkle Part II des Centurions, Surf Rider par The Lively Ones et Comanche de The Revels. Sans compter Link Wray and his Ray Men.

## Artiste et groupes
- The Atlantics (Australie)
- The Barracudas
- The Beach Boys
- The Bel-Airs
- The Blue Notes (futurs Misunderstood)
- The Challengers
- The Chantays
- The Crossfires (futurs Turtles)
- The Del-Vetts
- Dick Dale and the Del-Tones
- Eddie and the Showmen
- The Fantastic Baggies
- The Hondells
- Jan and Dean
- The Leaves
- The Lively Ones
- The Pyramids
- The Revels
- The Sandals
- The Sentinals
- The Surfaris
- The Tornadoes
- The Trashmen
- The Ventures